# La Fille au sax
Pistes de Pour me comprendre
La Groupie du pianiste
(1) Chanter pour ceux qui sont loin de chez eux
(3)
La Fille au sax est une chanson de Michel Berger enregistrée en juin 1981 au Studio Gang durant les sessions de l'album Beaurivage sur lequel elle devait figurer.
Chanson pour défendre le droit des femmes comme le témoigne le premier couplet « C'est pas un instrument pour une fille / laisse ça, soit gentille » et « Vas t-en, tu vas être en retard à ton cours de danse », elle reste simple et douce. D'après France Gall, il s'agit d'une « chanson légère et gaie (qui) ne ressemble à aucune autre ». 
Dans le film Tout feu, tout flamme, sorti l'année suivante et pour lequel Michel Berger a réalisé la musique, on peut entendre à 1h27 la mélodie du leitmotiv de cette chanson, non plus fredonnée par l'artiste et doublée au saxophone, mais jouée au synthétiseur.
En mai 2002, le producteur Bruck Dawit (en) réarrange le titre au Studio Face B.
Le titre paraît sur la compilation Pour me comprendre en juillet 2002 et est choisi pour promouvoir l'album en étant sorti comme single promotionnel.